# Jodie Marsh

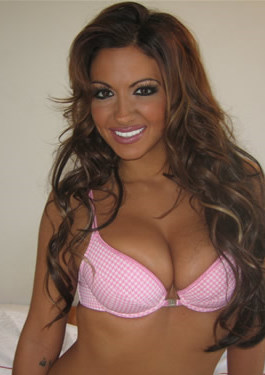
Jodie Marsh, 2005

Jodie Marsh (* 23. Dezember 1978 in Brentwood, Essex, England) ist ein britisches Model.
Bekannt wurde sie durch ihren Auftritt in Essex Wives (2002), im Juni 2005 veröffentlichte sie ihre Autobiografie Keeping It Real.
Seit 2009 betreibt sie Bodybuilding.
Bis zu ihrer Brustvergrößerung trug sie BH-Größe 70E, mittlerweile bringt sie es auf 70G.